# Hoochie Coochie Band
Hoochie Coochie Band je brněnská hudební skupina založená v roce 1995 hrající dřevní rhythm and blues. Hraje vlastní písničky frontmana Jana Švihálka, tak i převzaté skladby (Jimmy Reed apod.), zpěv je v angličtině.

## Diskografie
- Roll It, 1998
- demo, 1998
- I Love My Baby, 2001
- Live In Stara Pekarna, 2002
- Screamin' The Blues, 2006

## Členové
- Jan Švihálek – kytara, slide guitar, zpěv
- Jakub Štěpanik – foukací harmonika
- Pavel Všianský – kontrabas
- Daniel Černý – bicí